# Estació espacial

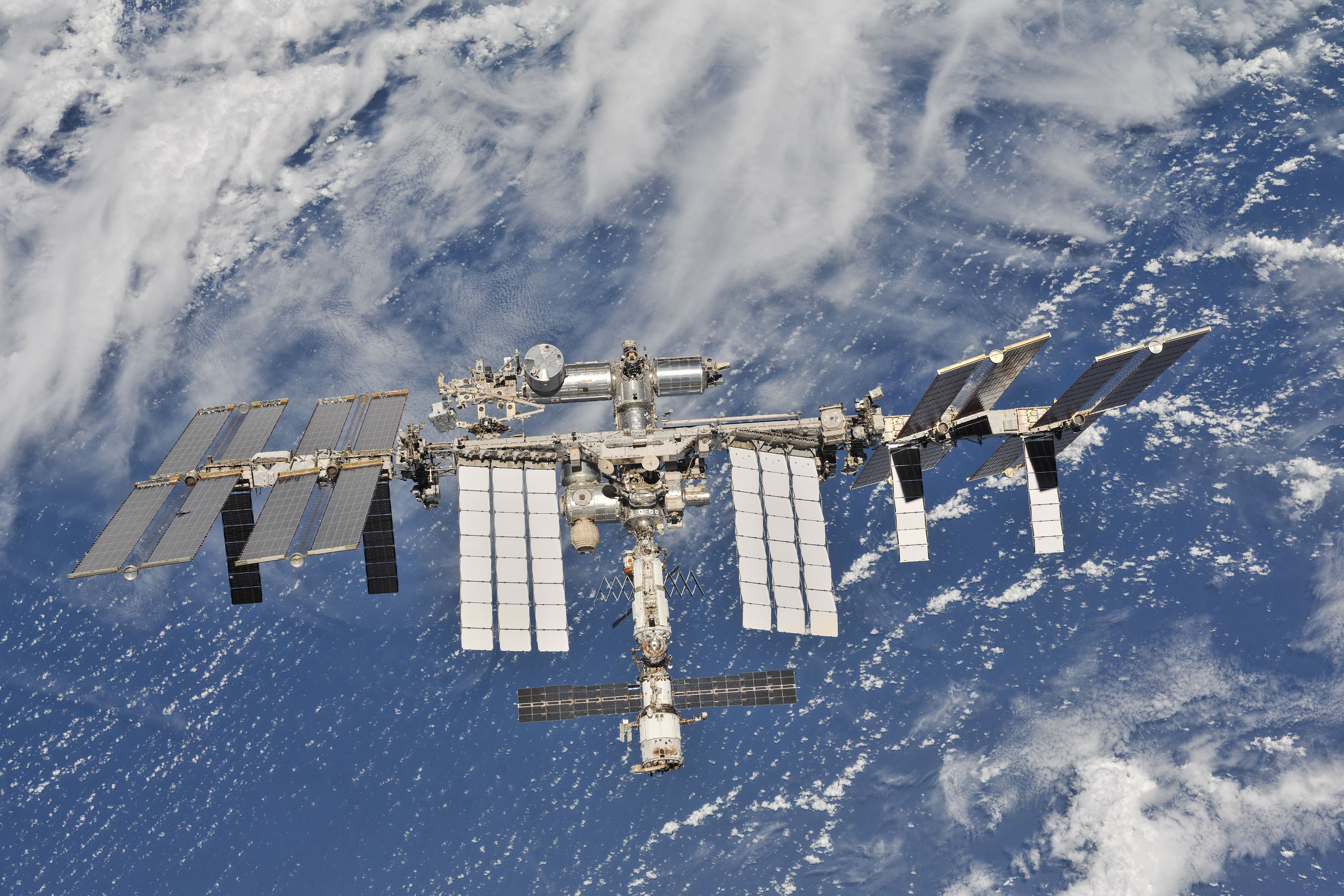
Estació Espacial Internacional, 4 d'octubre de 2018.

Una estació espacial és una estructura artificial dissenyada per a ser habitada a l'espai exterior, amb usos diversos. Es distingeix de les naus espacials tripulades perquè generalment no és un mitjà de transport, sinó un habitacle. En conseqüència no sol tenir un sistema de propulsió ni elements d'aterratge, si bé pot tenir impulsors per corregir i mantenir l'òrbita desitjada. Per accedir-hi, és necessari l'ús d'altres vehicles, per exemple el Transbordador Espacial (ja retirat), les naus Soiuz o naus espacials no tripulades.
Des del vol de l'Skylab 2, tots els rècords de permanència en naus no tripulades han sigut aconseguits en estacions espacials. El rècord de duració, de 437,7 dies, va ser aconseguit a bord de l'estació Mir entre 1994 i 1995. Des de 2003, tres astronautes han completat missions de més d'un any, totes elles a bord de la Mir.

## Història
Les estacions espacials van ser previstes des d'almenys en 1869, quan el nord-americà Edward Everett Hale va escriure The Brick Luna (La lluna maó) en la qual imaginava una base espacial esfèrica construïda amb maons. El primer a fer una seriosa consideració a les estacions espacials va ser el rus Konstantín Tsiolkovski i ja al segle xx, aproximadament dues dècades més tard l'alemany Hermann Oberth. En 1929 l'eslovè Herman Potočnik va ser el primer a imaginar una estació espacial amb forma de «roda giratòria» per a que la força centrífuga pugui crear gravetat artificial.
Durant la Segona Guerra Mundial, els científics alemanys van investigar el concepte teòric d'una arma orbital basat en una estació espacial. Seguint la idea d'Oberth d'una arma basada a l'espai, l'anomenada «arma solar» era un concepte d'una estació espacial en òrbita al voltant de la Terra a una altura de 8.200 quilòmetres, amb una arma que anava a utilitzar l'energia del sol.
En 1951, ja instal·lat als Estats Units Wernher von Braun va publicar el seu disseny per a una estació espacial roda giratòria, fent referència a la idea de Potočnik. No obstant això aquests conceptes mai van deixar l'etapa de concepte durant el segle xx.
Durant el mateix temps que von Braun seguia les idees de Potočnik, les agències de disseny soviètic - principalment la de Vladimir Chelomey prosseguien les idees de Tsiolkovski com el projecte OKB-52. El treball per concretar l'OKB-52 portaria conjuntament al programa Almaz i a la primera estació espacial: la Saliut 1. El maquinari desenvolupat pels soviètics va asseure les bases per a les estacions espacials Saliut i Mir, i és encara avui una part considerable de l'estació espacial ISS.
En la dècada de 1960 es van engegar diversos projectes d'investigació de cara a llançar una estació espacial, com el projecte del Manned Orbital Laboratory nord-americà. No obstant això la primera estació no arribaria fins al 1971, amb la soviètica Saliut 1. Dins del programa Saliut, llançat entre 1971 i 1982, es van incloure cinc estacions espacials civils del tipus DOS i quatre militars del tipus Almaz. D'aquest segon tipus, la primera estació operativa va ser l'OPS-2 (anomenada també Saliut 3), llançada en 1974. La primera estació nord-americana va ser la Skylab, derivada del programa Apollo i llançada en 1973. Des del vol de la missió Apollo-SL 4 en l'estació Skylab, que va romandre a l'espai 84 dies, tots els rècords de permanència en naus tripulades han estat aconseguits a bord d'estacions espacials soviètiques.
La Saliut 6 va marcar un nou rècord de permanència en 1980, amb la missió de la Soiuz 35, que va romandre 185 dies a l'espai i la Saliut 7 en 1984, amb una missió de 237 dies de durada. L'estació espacial soviètica Mir, la construcció de la qual va començar en 1986, va permetre continuar amb la realització de missions de llarga durada, aconseguint el cosmonauta Valeri Poliakov el rècord de permanència a l'espai en un sol viatge, passant 437 dies i 18 hores en l'estació entre 1994 i 1995.
En 2010 l'Estació Espacial Internacional (projecte internacional la construcció del qual va començar en 1998) va efectuar el relleu de la Mir, com el vehicle espacial que havia estat durant més temps (3.644 dies) ininterrompudament tripulat per éssers humans. Antigues i actuals estacions espacials:
- Estacions Saliut: Saliut 1, Saliut 2, Saliut 3, Saliut 4, Saliut 5, Saliut 6, Saliut 7
- Skylab
- Mir
- Estació Espacial Internacional (ISS -sigla del nom en anglès-)
- Tiangong 1

A més, Bigelow Aerospace desenvolupa comercialment mòduls d'hàbitat inflables, amb la intenció de ser usats per a la construcció d'estacions espacials.
S'han proposat alguns dissenys d'estació espacial que es pretén siguin habitades a llarg termini espacials per a gran nombre de persones, en essència "ciutats a l'espai" on la gent tindria les seves llars. Fins ara aquests dissenys són sol hipotètics, i mai van anar seriosament considerats per emprar-los realment.

## Funcions
L'any 1984 la NASA destacava les següents funcions que podia realitzar una estació espacial:
- Laboratori espacial
- Observatori permanent de la Terra i de l'espai
- Punt de manteniment i construcció d'aparells espacials
- Node de transport, com a parada o origen de missions espacials amb objectius llunyans
- Centre de fabricació per a aprofitar oportunitats comercials a l'espai

## Estacions espacials ocupades
| Estació espacial               | Llançada                          | Reentrada                       | Dies en ús | Dies en ús | Total tripulació i visitants | Visites  | Visites     | Massa (kg) |
| Estació espacial               | Llançada                          | Reentrada                       | En òrbita  | Ocupada    | Total tripulació i visitants | Pilotada | Sense pilot | Massa (kg) |
| ------------------------------ | --------------------------------- | ------------------------------- | ---------- | ---------- | ---------------------------- | -------- | ----------- | ---------- |
| Saliut 1                       | 19 d'abril, 1971 01:40:00 UTC     | 11 d'octubre, 1971              | 175        | 24         | 3                            | 2        | 0           | 18.425     |
| Skylab                         | 14 de maig, 1973 17:30:00 UTC     | 11 de juliol, 1979 16:37:00 UTC | 2.249      | 171        | 9                            | 3        | 0           | 77.088     |
| Saliut 3                       | 25 de juny, 1974 22:38:00 UTC     | 24 de gener, 1975               | 213        | 15         | 2                            | 1        | 0           | 18.500     |
| Saliut 4                       | 26 de desembre, 1974 04:15:00 UTC | 3 de febrer, 1977               | 770        | 92         | 4                            | 2        | 1           | 18.500     |
| Saliut 5                       | 22 de juny, 1976 18:04:00 UTC     | 8 d'agost, 1977                 | 412        | 67         | 4                            | 2        | 0           | 19.000     |
| Saliut 6                       | 29 de setembre, 1977 06:50:00 UTC | 29 de juliol, 1982              | 1.764      | 683        | 33                           | 16       | 14          | 19.000     |
| Saliut 7                       | 19 d'abril, 1982 19:45:00 UTC     | 7 de febrer, 1991               | 3,216      | 816        | 26                           | 12       | 15          | 19.000     |
| Mir                            | 19 de febrer, 1986 21:28:23 UTC   | 23 de març, 2001 05:50:00 UTC   | 5.511      | 4.594      | 137                          | 39       | 68          | 124.340    |
| Tiangong 1                     | 29 de setembre, 2011              | 2 d'abril, 2018                 | 2.377      | 25         | 6                            | 2        | 1           | 8.506      |
| Estació Espacial Internacional | 20 de novembre, 1998              | —                               | 7.119*     | 6.406*     | 215*                         | 88*      | 94*         | 417.289*   |
| Tiangong 2                     | 15 de setembre, 2016              | 19 de juliol, 2019              | 610        | 26         | 2                            | 1        | 1           | 8.600      |

Comparació de la mida de diverses estacions espacials.

La suma de tripulació i visitants no es pot diferenciar.
- *Estat de la ISS a 18 de Maig de 2018.

## Habitabilitat

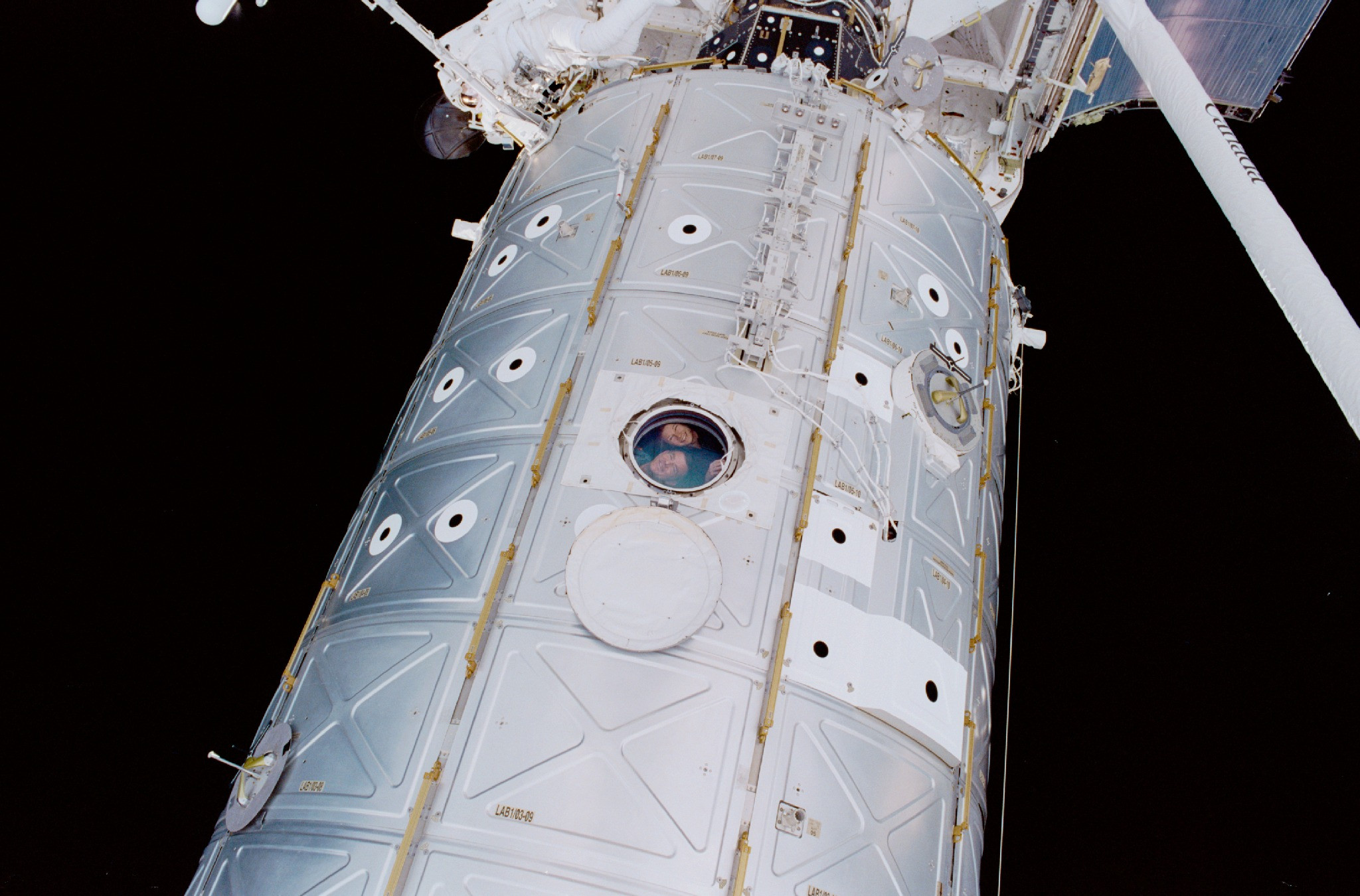
Els astronautes treuen el cap del Laboratori Destiny, 2001

Aquestes estacions tenen diversos problemes que limiten la seva habitabilitat a llarg termini, tals com a taxes de reciclatge molt baixes, nivells de radiació relativament alts i la pèrdua de pes. Alguns d'aquests problemes causen malestar i efectes a llarg termini en la salut. En el cas de les flamarades solars, tots els habitants actuals estan protegits pel camp magnètic de la Terra, i estan per sota dels Cinturons de Van Allen.
En un futur, els hàbitats espacials poden intentar abordar aquests problemes i al seu torn es podrien destinar a l'ocupació a llarg termini. Alguns dissenys fins i tot podrien acomodar a un gran nombre de persones, essencialment "ciutats a l'espai", on la gent faria la seva residència. Encara no s'ha construït un disseny d'aquest tipus, ja que fins i tot per a una petita estació, els actuals costos del llançament (2016) no són econòmicament ni políticament viables.
Per poder bregar amb aquests costos, una possible solució podria ser construir un gran nombre de coets (economies d'escala), emprar coets reutilitzables, utilització de recursos in situ, o mètodes de llançament espacial no-coet tals com ascensors espacials. Per exemple, en 1975 la NASA va publicar un dels seus estudis històrics més ambiciosos, que conceptualitzaven una estació espacial de 10.000 persones. Es proposava buscar l'habitabilitat a llarg termini mitjançant la gravetat artificial i suficient massa a l'espai per permetre un alt blindatge de radiació. Aquesta es va visionar com una futura base de conductors de massa llançant 600 vegades la seva pròpia massa en material lunar acumulant-ho durant anys.

## Arquitectura
Una estació espacial és un sistema complex amb molts subsistemes interrelacionats en major o menor mesura. Per aquesta raó, els subsistemes són dissenyats prenent en compte la seva compatibilitat i acoblament amb cadascun dels altres. A més, tots els subsistemes han de ser segurs i funcionar adequadament.
Els subsistemes principals d'una estació espacial són:
1. Estructura
2. Energia elèctrica.
3. Control tèrmic.
4. Determinació de l'altitud i control.
5. Navegació orbital i propulsió.
6. Automatització i robòtica.
7. Computació i comunicacions.
8. Suport mediambiental i de vida.
9. Instal·lacions de la tripulació.
10. Transport de tripulació i de càrregues.

## Part d'un ascensor espacial
En la hipotètica construcció d'un ascensor orbital, caldria situar en un punt de l'òrbita geoestacionària (a 35.786 km), preferentment sobre l'equador planetari, una estació o plataforma espacial que exercís la funció de port orbital. Més enllà, seria necessària una altra estació (o qualsevol altre element amb suficient massa, com per exemple un asteroide) que fes de contrapès, ja que la gravetat de la Terra atrauria qualsevol estructura que pengés de l'òrbita (per elevada que aquesta fos). La novel·la Les fonts del Paradís d'Arthur C. Clarke relata la construcció d'un ascensor orbital que, en aquest cas, se serveix d'un asteroide com a contrapès.

## Estacions espacials en la ficció
Una gran part de la literatura i pel·lícules de ciència-ficció es desenvolupen en estacions espacials:
- Babylon 5, una sèrie que es desenvolupa en una estació espacial en els anys 2258-2262.
- En les sèries de Star Trek apareixen diversos tipus d'estacions: L'estació Deep Space Station K-7 era motiu de disputa planetària; l'estació Earth Station McKinley operava com a hangar de reparacions i Deep Space 9 era una estació preeminent en la història de Star Trek.[10]
- La novel·la i la posterior pel·lícula 2001: Una odissea de l'espai té la Space Station 5 construïda com un doble anell quasi complet de 1836 peus (uns 612 metres) de diàmetre, girant sobre el seu eix per a generar gravetat. Aquesta imatge és una icona de les estacions espacials en la cultura popular.
- En la pel·lícula Moonraker de James Bond una estació espacial serveix d'amagatall al malvat multimilionari Hugo Drax i com a base per atacar la Terra usant gas nerviós.
- A la saga Star Wars, l'Estrella de la Mort era una estació espacial de combat amb la qual l'Imperi Galàctic basava el seu ordre i repressió.